# 로버트 스노드그래스
로버트 스노드그래스(Robert Snodgrass, 1987년 9월 7일 ~ )는 스코틀랜드의 축구 선수이다. 윙어이며 하트 오브 미들로디언에서 활약하고 있다.